# Detskoje (Nesterow)
Detskoje (russisch Детское, deutsch Kinderweitschen, 1938–1945 Kinderhausen) ist ein Ort in der russischen Oblast Kaliningrad. Er gehört zur kommunalen Selbstverwaltungseinheit Stadtkreis Nesterow im Rajon Nesterow.

## Geographische Lage
Detskoje liegt zwei Kilometer südwestlich von Tschernyschewskoje (Eydtkuhnen/Eydtkau) unmittelbar an der Staatsgrenze zwischen Russland und Litauen. Die nächste Stadt ist Kybartai (Kibarten) auf litauischem Gebiet in drei Kilometer Entfernung.

## Geschichte
Vor 1926 gehörte Kinderweitschen zum Amtsbezirk Eydtkuhnen (1938–1946 Eydtkau, russisch: Tschernischewskoje), bis dieser aufgelöst wurde und das Dorf am 20. März 1926 in den Amtsbezirk Absteinen eingegliedert wurde.
Am 3. Juni 1938 – mit amtlicher Bestätigung vom 16. Juli 1938 – erfuhr Kinderweitschen aus politisch-ideologischen Gründen die Umbenennung in „Kinderhausen“. Unter diesem Namen blieb das Dorf bis 1945 im Amtsbezirk Absteinen im Landkreis Stallupönen (1938–1946 Ebenrode) im Regierungsbezirk Gumbinnen der preußischen Provinz Ostpreußen.
Infolge des Zweiten Weltkrieges kam das Dorf unter sowjetische Administration. Im Jahr 1947 erhielt der Ort die russische Bezeichnung Detskoje, eine seltene, beinahe wortwörtliche Übersetzung des bisherigen deutschen Namens, und wurde gleichzeitig dem Dorfsowjet Tschernyschewski selski Sowet im Rajon Nesterow zugeordnet. Von 2008 bis 2018 gehörte Detskoje zur Landgemeinde Prigorodnoje selskoje posselenije und seither zum Stadtkreis Nesterow.

### Einwohnerentwicklung
| Jahr | Einwohner |
| ---- | --------- |
| 1910 | 125       |
| 1933 | 212       |
| 1939 | 208       |
| 2002 | 204       |
| 2010 | 154       |

## Kirche
Bei überwiegend evangelischer Bevölkerung gehörte Kinderweitschen/Kinderhausen vor 1945 zum Kirchspiel Eydtkuhnen (1938–1946 Eydtkau, russisch: Tschernyschewskoje) im gleichnamigen Kirchenkreis innerhalb der Kirchenprovinz Ostpreußen der Kirche der Altpreußischen Union. Letzter deutscher Geistlicher war Pfarrer Oskar Anton.
Nach dem Verbot aller kirchlicher Aktivitäten während der Sowjetzeit kam es in den 1990er Jahren im benachbarten Babuschkino (Groß Degesen) zur Bildung einer neuen evangelischen Gemeinde. Sie ist in die ebenfalls neu errichtete Propstei Kaliningrad der Evangelisch-Lutherischen Kirche Europäisches Russland (ELKER) eingegliedert. Das zuständige Pfarramt ist das der Salzburger Kirche in Gussew (Gumbinnen).